# 光村図書出版
光村図書出版株式会社（みつむらとしょしゅっぱん、英: Mitsumura Tosho Publishing Co.,Ltd.）は、東京都品川区に本社を置く日本の教科書出版会社。検定教科書ならびにそれらに付帯する出版物の編集・発行を行う。関連会社に光村印刷株式会社、光村教育図書株式会社がある。

## 概要
1949（昭和24）年に検定教科書の発行を中心とした出版社として創業される。
小学校では国語・書写・生活・英語・道徳、中学校では国語・書写・美術・英語・道徳、高等学校では書道・美術の教科書を発行している。総発行部数は、業界第2位（時事通信社『内外教育』第6800 号、第6889号」による）のシェアを占めている。
一般書籍では、道徳の教科書から生まれた絵本『なんだろう なんだろう』（ヨシタケシンスケ作）、過去の教科書教材の中から人気の高いものを集めた『光村ライブラリー』（小・中学校編）、毎年刊行の『ベスト・エッセイ』（日本文藝家協会編）、児童文学総合誌『飛ぶ教室』をはじめ教育書、児童書を中心に発行。中国の人民教育出版社と共同で編集した『標準日本語』は、スタンダードな日本語テキストとして広く普及している。
また、早くからデジタル教科書の研究開発に取り組み、2005年に指導者用の小学校『国語デジタル教科書』（翌年、中学校も発行）を業界に先駆け発行した。

## 企業理念
「『言葉の時代』は終わらない。」 をスローガンに、人と人をつなぐ最も優れた手段である「言葉」の力を信じて、時代を切り拓いていくことを企業理念としている。

## 沿革
- 1949年、東京都中央区日本橋室町にて創業[3]。
- 1950年、小学校国語『かざぐるま読本』刊行。以後検定教科書の発行を中心とした事業を展開。
- 1968年、本社を品川区上大崎（現在地）に移転。
- 1981年、児童文学総合誌『飛ぶ教室』創刊。
- 1988年、『中日交流標準日本語』刊行開始。
- 1989年、日本文藝家協会編『ベスト・エッセイ』刊行開始。
- 2002年、『光村ライブラリー』（小学校編）全18巻刊行。
- 2005年、光村『国語デジタル教科書』（小学校）発売。『光村ライブラリー』（中学校編）全5巻刊行。
- 2006年、光村『国語デジタル教科書』（中学校）発売。
- 2009年、日本語テキスト『標準日本語』（韓国版）刊行。
- 2017年、学習者用デジタル教科書発売開始。
- 2021年、公式Twitter、LINE開設。

## 事業内容
小・中・高等学校用の検定教科書ならびに付帯する出版物の編集・発行。

### 教科書
- 小学校国語教科書
  - こくご一上 かざぐるま
  - こくご一下 ともだち
  - こくご二上 たんぽぽ
  - こくご二下 赤とんぼ
  - 国語三上 わかば
  - 国語三下 あおぞら
  - 国語四上 かがやき
  - 国語四下 はばたき
  - 国語五 銀河
  - 国語六 創造

小学校国語教科書にはそれぞれ愛称がある（1980年から）。2010年度使用版までは5・6年教科書も上下巻があり、五上「銀河」、五下「大地」、六上「創造」、六下「希望」としていた。
- 小学校道徳教科書
- 小学校書写教科書
- 小学校生活教科書
- 小学校社会教科書
- 小学校外国語教科書（Here We Go!）
- 中学校国語教科書
- 中学校道徳教科書
- 中学校書写教科書
- 中学校外国語教科書（Here We Go! ENGLISH COURSE）
- 中学校美術教科書
- 高等学校書道教科書
- 高等学校美術教科書

小学校及び中学校用の国語教科書においては、同社独自の教科書体、明朝体及びゴシック体を使用する。1992年、弱視の児童・生徒のため教科書会社としては初めて「拡大教科書」を編集・発行した。上記の小・中学校教科書について、その内容や編集意図を損なうことなく、文字の大小や書体、図版の配置などを工夫した上で再構成した拡大教科書を発行している。

### デジタル教科書
- 小学校国語 学習者用・指導者用デジタル教科書
- 小学校道徳 学習者用デジタル教科書
- 小学校書写 学習者用デジタル教科書
- 小学校英語 学習者・指導者用デジタル教科書
- 中学校国語 学習者・指導者用デジタル教科書
- 中学校道徳 学習者用デジタル教科書
- 中学校英語 学習者・指導者用デジタル教科書

### 一般書
- 飛ぶ教室 - 1981年、「児童文学の冒険」をテーマに創刊した児童文学の総合誌であり、創刊当時の編集委員は、河合隼雄、今江祥智、阪田寛夫など。 江國香織や梨木香歩などを輩出した。

## 不祥事
2010年、検定申請期間中に申請図書の内容を教育現場の先生方に開示するという不適切な行為が文部科学省より指摘された。 自社の報告によると、対価を伴う不適切な申請図書の開示は452名が確認された。